# Troszyn Polski
Troszyn Polski [pronunciación en polaco: /ˈtrɔʂɨn ˈpɔlski/] es un pueblo en el distrito administrativo de Gmina Gąbin, dentro del condado de Płock, Voivodato de Mazovia, en el centro-este de Polonia. Se encuentra a unos 9 kilómetros al noreste de Gąbin, 15 kilómetros al sureste de Płock, y 84 kilómetros al oeste de Varsovia.
El pueblo tiene una población de 124 habitantes.